# Jean Beaujeu
Pour les articles homonymes, voir Beaujeu.
Jean Beaujeu, né le 20 avril 1916 à Cherbourg et mort le 13 octobre 1995 à Paris, est un éminent latiniste français. Il a exercé la fonction de doyen de la faculté de lettres de l'Université Paris-Nanterre.

## Biographie
Ses parents d'origine dunkerquoise sont négociants à Cherbourg mais il passe toute sa jeunesse à Paris. Il obtient son baccalauréat en 1933 puis suit les cours de première supérieure au lycée Henri IV.
Il fait ses études à la Sorbonne et il est licencié de lettres classiques  et diplômé d'études supérieures au moment où la guerre éclate en septembre 1939. Mobilisé comme aspirant d'infanterie, après la défaite de juin 1940 il est rendu à la vie civile deux mois plus tard.
Passionné par les lettres classiques, il reprend ses études à la Sorbonne et obtient l'agrégation de lettres en 1941 (deuxième du concours). Il est affecté au lycée Georges-Clemenceau à Reims de janvier à septembre 1942. Il entre ensuite  à la Fondation Thiers d'octobre à décembre 1942, date à laquelle il se marie. Il suit alors les cours de Jean Bayet, André Ernout et André Piganiol.
Il entre au CNRS en octobre 1944 mais au début de 1945 il est de nouveau mobilisé comme officier d'infanterie. Rendu à la vie civile en septembre 1945, il retrouve son poste au CNRS. En octobre 1946  il devient moniteur de travaux pratiques à la Sorbonne  tout en poursuivant ses recherches en histoire romaine dans le cadre du CNRS.
En 1948, il est chargé d'enseignement à l'Université de Lille ; il y est nommé maître de conférences en 1951 puis, après l'obtention de son doctorat en 1953 sur "La politique religieuse des Antonins", il devient professeur titulaire. À Lille, il est également président de la section lilloise de l'Association Guillaume-Budé. Il est également secrétaire général de l'Information littéraire.
En octobre 1964, il est nommé professeur des universités à l'Université Paris-Nanterre, où il enseigne la langue et la littérature latine. Il est le premier assesseur du doyen Pierre Grappin.
Il est nommé doyen de la faculté de lettres de l'Université Paris-Nanterre en 1968 lorsque son prédécesseur, Pierre Grappin, démissionne le 18 septembre 1968. Il doit donc gérer les contestations étudiantes au sein de l'université. Le Nouvel Obs qualifie son poste de « plus inconfortable fauteuil de l'Université française », car « hissé aux commandes du vaisseau maudit de Nanterre-la-Folie ».
Il conserve ce poste jusqu'en 1969, date à laquelle il retrouve ses fonctions de professeur. En 1971, il achève sa carrière comme professeur à l'Université Paris-Sorbonne. Il y dirige plusieurs thèses jusqu'en 1990,.
Il est président de l'Association Guillaume-Budé entre 1984 et 1988.
Il a participé à la rédaction de plusieurs ouvrages, et a traduit des textes latins en français.